# Vaughn R. Walker
Vaughn R. Walker (Watseka, 1944) è un giurista statunitense e al contempo un giudice (Chief Judge) presso la Corte Distrettuale statunitense per il Distretto Settentrionale della California.

## Biografia
Il giudice Walker è nato a Watseka, nell'Illinois nel 1944. Si è laureato presso l'università del Michigan nel 1966 e presso la Stanford Law School nel 1970.

## Causa di costituzionalità della Proposition 8
L'11 gennaio 2010, Walker ha cominciato ad occuparsi del caso Perry v. Schwarzenegger. Il caso riguarda la costituzionalità del referendum statale chiamato Proposition 8, un referendum ad iniziativa popolare che ha, a pochi mesi dalla legge sui matrimoni per persone dello stesso sesso in California, eliminato tale diritto. il 4 agosto 2010 il giudice Walker ha giudicato la Proposition 8 incostituzionale e ha quindi sancito il ritorno alla legalità della possibilità di contrarre matrimonio in California per le coppie dello stesso sesso. Tale sentenza è stata, pochi giorni dopo, congelata da un'ulteriore pronuncia della Corte d'Appello Federale della California, la quale ha preferito bloccare la sentenza di Walker fino al 6 dicembre 2010 in attesa che il giudizio in Appello sia completato. Ciò è avvenuto perché il fronte che si oppone ai matrimoni gay in California aveva presentato, subito dopo la pronuncia del giudice Walker, una richiesta di blocco delle cerimonie fino alla conclusione della procedura d'appello dell'abrogazione della Proposition 8.
Si prevede che la questione delle nozze tra persone dello stesso sesso arrivi presto alla Corte Suprema degli Stati Uniti e in questo caso diventerebbe una questione di rilievo
Federale.